# داشيف (محافظة فينيتسا)
داشيف (Дашів) هي بلدة من النمط المدني في منطقة إيللينتسي في محافظة فينيتسا في أوكرانيا.
يبلغ عدد سكانها حوالي 4233 نسمة.